# Raimundo Ribeiro

Raimundo da Silva Ribeiro Neto (Piracuruca, 02 de agosto de 1957) é um advogado e político brasileiro.

## Biografia
É filho do casal de migrantes nordestinos Maria do Socorro Ribeiro de Almeida e Francisco Xavier de Almeida. Seus irmãos e irmãs são: Acilino, Nathercia, Márcia Lygia, Rosaura, Soraya, Rosângela Virgínia, Paula Patrícia, Ênio e Francisco.
Ainda menino, aos 10 anos, se mudou para Brasília/DF. Foi no mês de fevereiro de 1967, acompanhando a sua família, Raimundo seguiu em viagem para o cerrado e ficou maravilhado ao desembarcar na Capital do Brasil. Foi em Brasília que Ribeiro conseguiu estudar, se tornou pai de família, advogado e, acima de tudo, cidadão.
No DF, conheceu a sua futura esposa ainda no Ensino Médio, no colégio Setor Leste. O namoro perdurou por vários anos até que se consolidou em casamento. Da união com a servidora pública Luci Rosane, nasceram os seus três filhos Bruno, Daniel e Tatiana, e uma neta, Luiza.

### Cristão
Ainda jovem, Raimundo sempre esteve voltado para as atividades da Igreja Católica. Devoto de Nossa Senhora Aparecida, recebeu forte influência religiosa de seus pais. Como cristão, participou do Encontro de Casais e do Movimento Eureka de Brasília. Teve o privilégio de conhecer o Papa João Paulo II, o Arcebispo Dom Geraldo do Espírito Santo Ávila, e o Bispo Auxiliar Marcony Vinícius Ferreira, nomeado pelo Papa Francisco.

### Amante do Futebol
Aficionado pelo futebol, Ribeiro tem paixão pelo esporte nacional desde os tempos de criança. Na sua infância no Piauí, torce para o River, que é tricolor. Em Brasília, adotou outro tricolor, o Fluminense. Raimundo sempre esteve entretido com os jogos.
Em razão de sua vasta experiência no esporte, se tornou assessor jurídico da antiga Federação Metropolitana de Futebol do DF, hoje Federação de Futebol do Distrito Federal (FFDF). Desde 2003, é comentarista esportivo passando pelas rádios 104 OK FM, da Transamérica, Jovem Pan e já participou do programa BSB Esportes da TV Brasília. Atualmente, continua a comentar o futebol, o campeonato brasileiro e vários temas relevantes para a sociedade, apresentando o programa de televisão “Tribuna Livre com Raimundo Ribeiro” da TV Brasília. O programa de televisão vai ao ar todos os sábados a partir das 13h, no canal 6 da TV aberta e canal 18 da NET.

### Estudante e Professor
Aos 17 anos, Raimundo ingressou no curso de Direito da AEUDF – Associação de Ensino Unificado do Distrito Federal. Se formou em dezembro de 1979, juntamente com o seu irmão Acilino.
Em 1980, iniciou o curso de Comunicação Social no CEUB – Centro de Ensino Unificado de Brasília e, em 1986, começou a estudar História na mesma faculdade, mas não finalizou esses dois cursos.
Comprometido com os estudos, resolveu replicar os seus conhecimentos se tornando professor de Direito Tributário e Administrativo no Centro de Ensino Universitário de Brasília (CEUB).

### Carreira Pública
Raimundo começou a trabalhar aos 13 anos, como entregador de telegramas da Empresa Correios e Telégrafos (ECT). Aos 16 anos, passou a trabalhar como office-boy no Banco Citibank. Por compartilhar as lutas das classes trabalhadoras de perto ao longo da vida, Ribeiro se engajou nas causas sociais.
Ribeiro iniciou sua carreira no serviço público trabalhando no Ministério da Educação e Cultura (MEC), onde seguiu carreira até tornar-se assistente jurídico. Dentro da instituição, se tornou presidente da ASMEC – Associação dos Funcionários do MEC, onde desenvolveu vários trabalhos sociais, como bolsa de estudos (1º e 2º graus e universitário) e colônia de férias para os funcionários e seus filhos, procurando sempre atender aos anseios dos servidores. Em 1993, se tornou advogado da União (AGU). Em 1999, assumiu a delegacia do Patrimônio da União no DF.

## Atividade Política
Raimundo Ribeiro possui extrema admiração e respeito por seu avô materno Doca, como um líder político. Por compartilhar as lutas das classes sociais e trabalhadoras de perto ao longo da vida, Ribeiro se engajou na política. Em 2006, foi eleito deputado distrital pelo PSL – Partido Social Liberal, concorrendo na mesma chapa que elegeu José Roberto Arruda ao Governo do Distrito Federal.
Em 2007, Raimundo foi o primeiro secretário de Justiça, Direitos Humanos e Cidadania (Sejus) do Governo do Distrito Federal. Na sua gestão, foi criada a Praça da Cidadania, na estação do metrô da 114 Sul, onde os idosos e portadores de necessidades especiais passaram a ter acesso a todos os serviços públicos, sem burocracia.
Além disso, Ribeiro aumentou, de 15 para 33, os conselhos tutelares; aplicou um grande investimento na ressocialização de presos, instalando laboratórios de informática nos presídios e celebrando convênios com órgãos públicos e empresas privadas visando empregar sentenciados; organizou o 1º concurso “Miss Penitenciária”; elaborou a lei de regularização dos quiosques e trailers; coordenou a transferência dos camelôs do centro da cidade para o shopping popular; presidiu a comissão de regularização de condomínios; valorizou o concurso público ao convocar inúmeros defensores públicos; realizou o Mutirão da Cidadão em várias regiões administrativas, levando o Na Hora, Procon e toda a estrutura da Sejus para as cidades; dentre outros feitos.
Ainda na sua gestão, Ribeiro ajudou a cadastrar, com coletes, os guardadores e lavadores de veículos do DF, dando maior segurança para esses trabalhadores e para a sociedade. Raimundo também firmou convênio com o Tribunal de Justiça para criação da Central Judicial do Idoso, firmou parceria com a UNB visando combater a violência contra crianças e adolescentes e realizou inúmeras atividades em prol da cidadania para a população do Distrito Federal.
Em 2008, reassumiu seu mandato parlamentar na Câmara Legislativa do Distrito Federal. No mesmo ano, foi eleito pelos internautas em pesquisa da coluna “Do Alto da Torre” do Jornal de Brasília, como “Melhor Secretário de Estado do DF em 2008” e “Melhor Deputado Distrital de 2008”, na mesma enquete.
Em 2009 foi eleito 2º Secretário da Câmara Legislativa, por unanimidade entre os 24 deputados, e aprovou diversas leis, entre elas a que dispõe sobre a reserva vagas para apenados (Lei nº 4.079/08); a que inclui no calendário oficial a festa “O Piauí é Aqui” (Lei nº 4.223/08); a que cria critérios para adoção de material escolar nas escolas particulares do DF (Lei nº 4.311/09), a que dispõe sobre a reserva vagas de estágio para menores egressos do sistema de medidas socioeducativas (Lei nº 4.387/09); e a que regulariza os quiosques no DF (Lei nº 4.486/10).
Apresentou diversas indicações parlamentares, como o da construção do Hospital da Mulher, de delegacia especializada no atendimento à mulher em Sobradinho, aquisição de equipamentos de condicionamento físico para idosos utilizarem nos hospitais públicos e centros de saúde, construção de estacionamentos públicos subterrâneos, etc.
Em 2010, disputou as eleições para deputado distrital pelo PSDB – Partido da Social Democracia Brasileira, tendo obtido 12.794 votos. Em 2011, retornou ao seu órgão de origem, Advocacia Geral da União (AGU), onde aposentou-se atuando na defesa dos interesses da União.
Em 2014, foi eleito deputado distrital pelo PSDB com 10.026 votos. Em 2016, foi eleito para a Mesa diretora como Primeiro-Secretário (1° biênio 2015/2016) e, atualmente é o Terceiro-Secretário (2° biênio 2017/2018) da Câmara Legislativa do Distrito Federal. Hoje, está filiado ao MDB - Movimento Democrático Brasileiro.

## Entidades de classe representadas
Entre as entidades de classes sociais que pertence e atividades que participou, destacam-se:
- Presidente do Conselho Comunitário de Apoio à Execução Penal – DF;
- Prefeito da Associação dos Moradores da QI 11, Guará – DF;
- Vice-Presidente da Federação dos Servidores Públicos do Brasil;

- Vice-Presidente da Federação dos Servidores Públicos de Brasília;
- Presidente da Associação dos Servidores do MEC;
- Presidente da Fundação de Amparo ao Trabalhador Preso;
- Programa de “Acessibilidade-Direito de Todos”;
- Presidente da Comissão de Regularização de Condomínios do DF;
- Programa Integrado da Vila Estrutural – PIVE;
- Comissão de Regularização dos Quiosques do DF;
- Comitê Consultivo de Políticas Públicas, uso e ocupação do solo do DF;
- Comissão de Defesa dos Direitos Humanos, Cidadania, Ética e Decoro Parlamentar da CLDF.

## Títulos e Condecorações
A sua trajetória ostenta diversos títulos e condecorações em reconhecimento ao seu grande trabalho, dentre os quais:
- Diploma da Ordem dos Advogados do Brasil (OAB/DF), Subseção Taguatinga, por palestra ministrada sob o tema “Projeto de Lei n.º 308/2015, que institui o Código Penitenciário do DF;
- Medalha Cívica “Ordem dos Nobres Cavaleiros de Brasília”;
- Placa da Diretoria da Reinserção Social como parceiro no 1º Torneio Sócio Educativo e Reinserção dos Adolescentes em Conflito com a Lei;
- Diplomação de Honra ao Mérito a Músicos Piauienses, Personalidades Empresariais e
- Políticos, de destaque na comunidade Piauiense;

- Medalha Comemorativa ao Bicentenário da Polícia Militar do Distrito Federal;
- Título de Cidadão Honorário de Taguatinga;
- Medalha Presidente Juscelino Kubitschek, Estado de Minas Gerais, Diamantina/MG;
- Medalha do Bicentenário da Polícia Civil do Distrito Federal;
- Medalha do Mérito Alvorada e Selo da Comenda;
- Medalha pela Paz – Federação Para a Paz Universal, Conferência Internacional de Liderança, Congresso Nacional;
- Medalha da Defesa Civil do Distrito Federal;
- Comenda na Ordem Estadual do Mérito Renascença do Piauí no grau de Comendador, pelo Grão Mestre, Teresina/PI;
- Título de Cidadão Honorário Sobradinhense;
- Diploma grau Comendador da Ordem do Mérito Bombeiro Militar do Distrito Federal – Imperador Dom Pedro II, certificado pelo projeto Cidadania Para Todos;
- Diploma e Medalha de Honra ao Mérito de Pioneiro de Brasília;
- Troféu Mané Garrincha 2004 – XXI Edição A Grandeza da Comunicação Esportiva;
- Diploma de Grão-Mestre da Ordem do Mérito de Brasília ao grau de Comendador-GDF;
- Diploma Sócio Benemérito – Federação Metropolitana de Futebol/DF;
- Certificado da Associação dos Estudantes Técnicos do DF;
- Diploma de Título de Acadêmico Honorário, empossado na Aletras – Academia Aguaslindense de Letras;
- Honra ao Mérito pelos relevantes serviços prestados à Comunidade de Taguatinga, conferido Administração de Taguatinga;
- Certificado de participação da primeira edição temática do projeto “Câmara em Movimento”.
- Certificado em reconhecimento por ministrar a palestra “Julgados Polêmicos do Direito Penal” oferecido pela OAB/DF e Comissão de Assuntos Legislativos
- Certificado em reconhecimento por participar como palestrante da XIV Jornada Jurídica ocorrida na Universidade Paulista
- Certificado em reconhecimento por participar da mesa de abertura da palestra “Lei nº 5.969/2017 – Código Penitenciário do Distrito Federal”
- Menção honrosa em comemoração ao Dia do Perito Papiloscopista, bem como em reconhecimento ao profícuo trabalho no Instituto de Identificação, de notório alcance socioinstitucional, conferido pela ASBRAPP.
- Certificado Prêmio TOP OF MILLENIUM 2018 pelo destaque no ano de 2017 no cenário nacional.
- Medalha de Homens de Honra no Grau Comendador, outorgada pela Academia Brasileira Ciências, Arte, História e Literatura.
- Outorga a Comenda e Diploma Louis Fernand Cruls, pelo reconhecimento à inestimável colaboração, através de seus trabalhos, à história e ao desenvolvimento socio-cultural da Pátria e pelos relevantes serviços prestados ao Brasil.
- Medalha do Mérito Brasília, em reconhecimento aos Relevantes Serviços prestados à Ordem Maçônica e à Comunidade de Brasília (DF)
- Certificado de Honra do Mérito por fazer parte da memória institucional da Câmara Legislativa do Distrito Federal.

## Trajetória
A sua trajetória ostenta diversos títulos e condecorações em reconhecimento ao seu grande trabalho, dentre os quais: Medalha Cívica “Ordem dos Nobres Cavaleiros de Brasília”; Placa da Diretoria da Reinserção Social como parceiro no 1º. Torneio Sócio Educativo e Reinserção dos Adolescentes em Conflito com a Lei; Diplomação de Honra ao Mérito a Músicos Piauienses, Personalidades Empresariais e Políticos, de destaque na comunidade Piauiense; Medalha Comemorativa ao Bicentenário da Polícia Militar do Distrito Federal; Título de Cidadão Honorário de Taguatinga; Medalha Presidente Juscelino Kubitschek, Estado de Minas Gerais, Diamantina/MG; Medalha do Bicentenário da Polícia Civil do Distrito Federal; Medalha do Mérito Alvorada e Selo da Comenda; Placa da Secretaria de Justiça, Direitos Humanos e Cidadania; Medalha pela Paz-Federação Para a Paz Universal, Conferência Internacional de Liderança, Congresso Nacional; Medalha da Defesa Civil do Distrito Federal; Comenda na Ordem Estadual do Mérito Renascença do Piauí no grau de Comendador, pelo Grão Mestre, Teresina/PI; Placa da Secretaria de Justiça do Estado do Espírito Santo; Título de Cidadão Honorário Sobradinhense; Diploma grau Comendador da Ordem do Mérito Bombeiro Militar do Distrito Federal-Imperador Dom Pedro II, certificado pelo projeto Cidadania Para Todos; Diploma e Medalha de Honra ao Mérito de Pioneiro de Brasília; Troféu Mané Garrincha 2004 - XXI - Edição A Grandeza da Comunicação Esportiva; Diploma de Grão-Mestre da Ordem do Mérito de Brasília ao grau de Comendador-GDF; Diploma Sócio Benemérito-Federação Metropolitana de Futebol/DF; Diploma de Título de Acadêmico Honorário da Aletras - Academia Aguaslindense de Letras.